# 1997 GR36
1997 GR36 är en asteroid i huvudbältet som upptäcktes den 7 april 1997 av LINEAR i Socorro County, New Mexico.
Den tillhör asteroidgruppen Astraea.